# Chiesa di Sant'Andrea Apostolo (Trebiciano)
La chiesa di Sant'Andrea Apostolo (in sloveno Sv. Andrej Apostol) è la parrocchiale di Trebiciano (Trebče), frazione di Trieste, in provincia e diocesi di Trieste; fa parte del decanato di Opicina.

## Storia
Anticamente al centro di Trebiciano esisteva una piccola chiesetta con annesso il cimitero. Quando nel XIX secolo il cimitero venne spostato fuori dal paese, si decise di edificare una nuova chiesa. Il nuovo edificio fu costruito nel 1864 e consacrato il 28 maggio 1865. La parrocchia di Trebiciano è stata eretta il 5 dicembre 1954.